# Vier-Seen-Wanderung
Als Vier-Seen-Wanderung wird die Schweizer Wanderroute 574 (eine von 269 lokalen Routen) in den Urner Alpen bezeichnet. Die Höhenwanderung beginnt in Melchsee-Frutt im Schweizer Kanton Obwalden. Vom Melchsee geht es weiter über den Tannensee zum Engstlensee im Kanton Bern. Schliesslich führt der Weg über den Jochpass zum Trüebsee in Nidwalden.

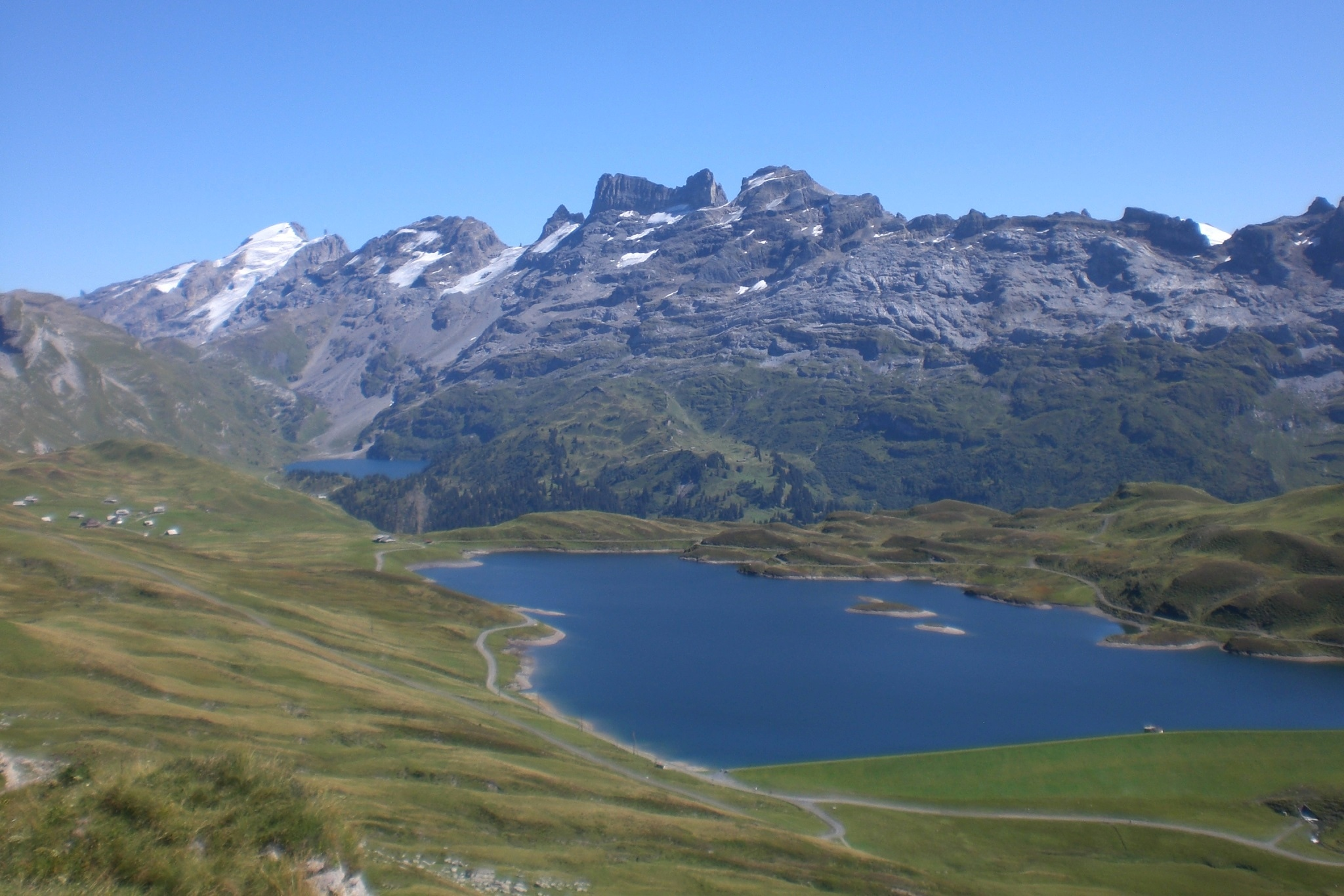
Engstlen- und Tannensee (vorn), Blickrichtung Ost

Die Wegstrecke beträgt 15 Kilometer, es sind 640 Höhenmeter im Aufstieg und 760 im Abstieg zu überwinden. Die Wanderzeit liegt bei knapp fünf Stunden. Am Jochpass, mit 2207 m ü. M. höchster Punkt der Tour, besteht auch eine Übernachtungsmöglichkeit.

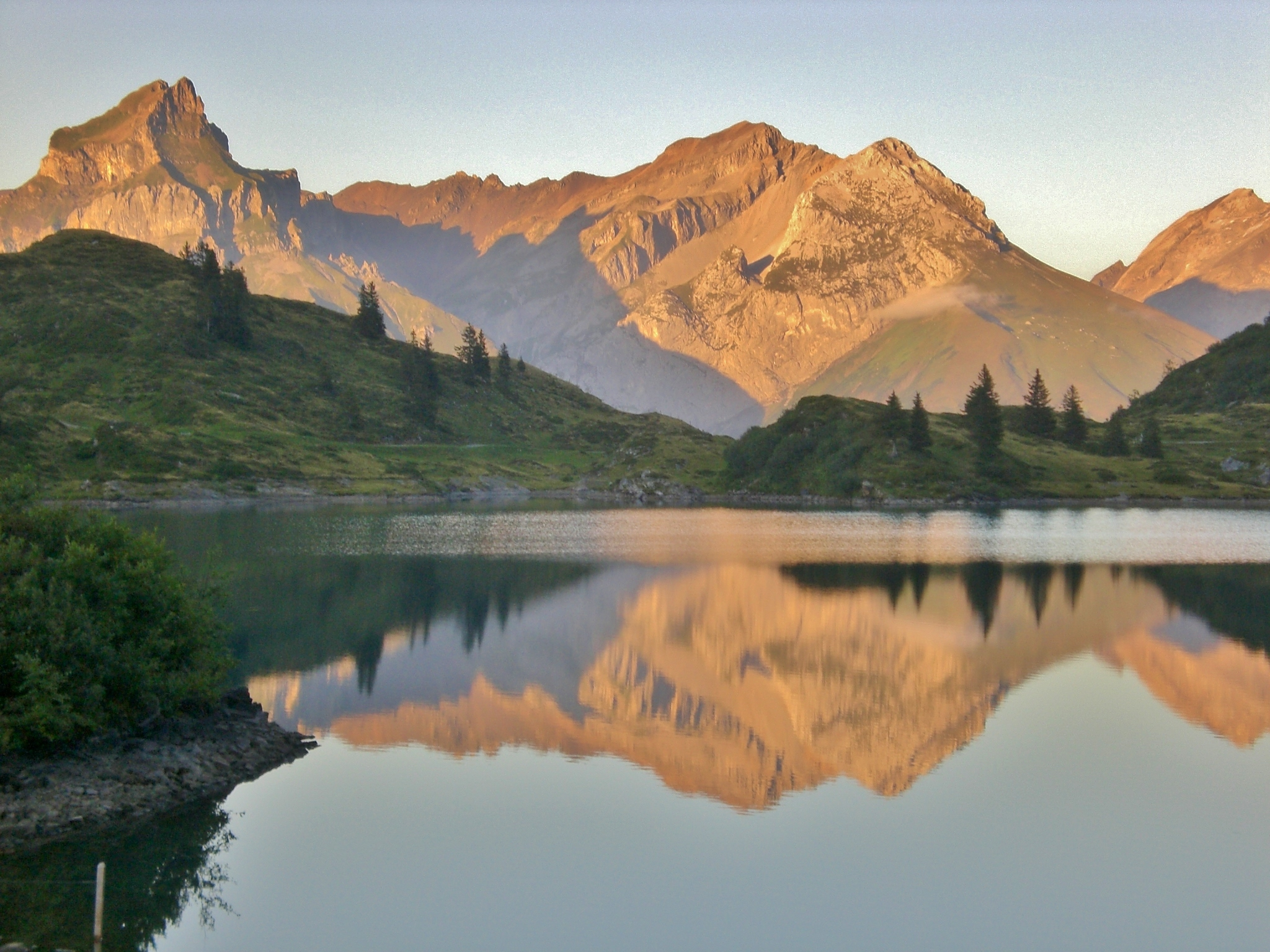
Der Trüebsee im Abendlicht, Blickrichtung Ostnordost

Der Startpunkt ist mit einer Luftseilbahn von der Stöckalp (Busanschluss) erreichbar und vom Ziel kann man mit einer Luftseilbahn über die Zwischenstation Gerschnialp nach Engelberg (Bus oder 740 Meter Fussweg zum Bahnhof) gelangen.
Bei allen Seilbahnen (auch zum und vom Jochpass) gibt es 20 % Ermässigung, wenn man mit öffentlichen Verkehrsmitteln anreist.

## Nachweise
1. ↑  Alle lokalen Routen bei «SchweizMobil».
2. ↑  Lage und Höhe gemäss SwissTopo (Karten der Schweiz)
3. ↑  4 SEEN WANDERUNG auf «engelberg.ch» (dort wie bei Obwalden Tourismus beschrieben)